# Marian Kuszewski
Marian Kuszewski   (Kielce, 31 d'octubre de 1933 - Varsòvia, 5 de març de 2012)

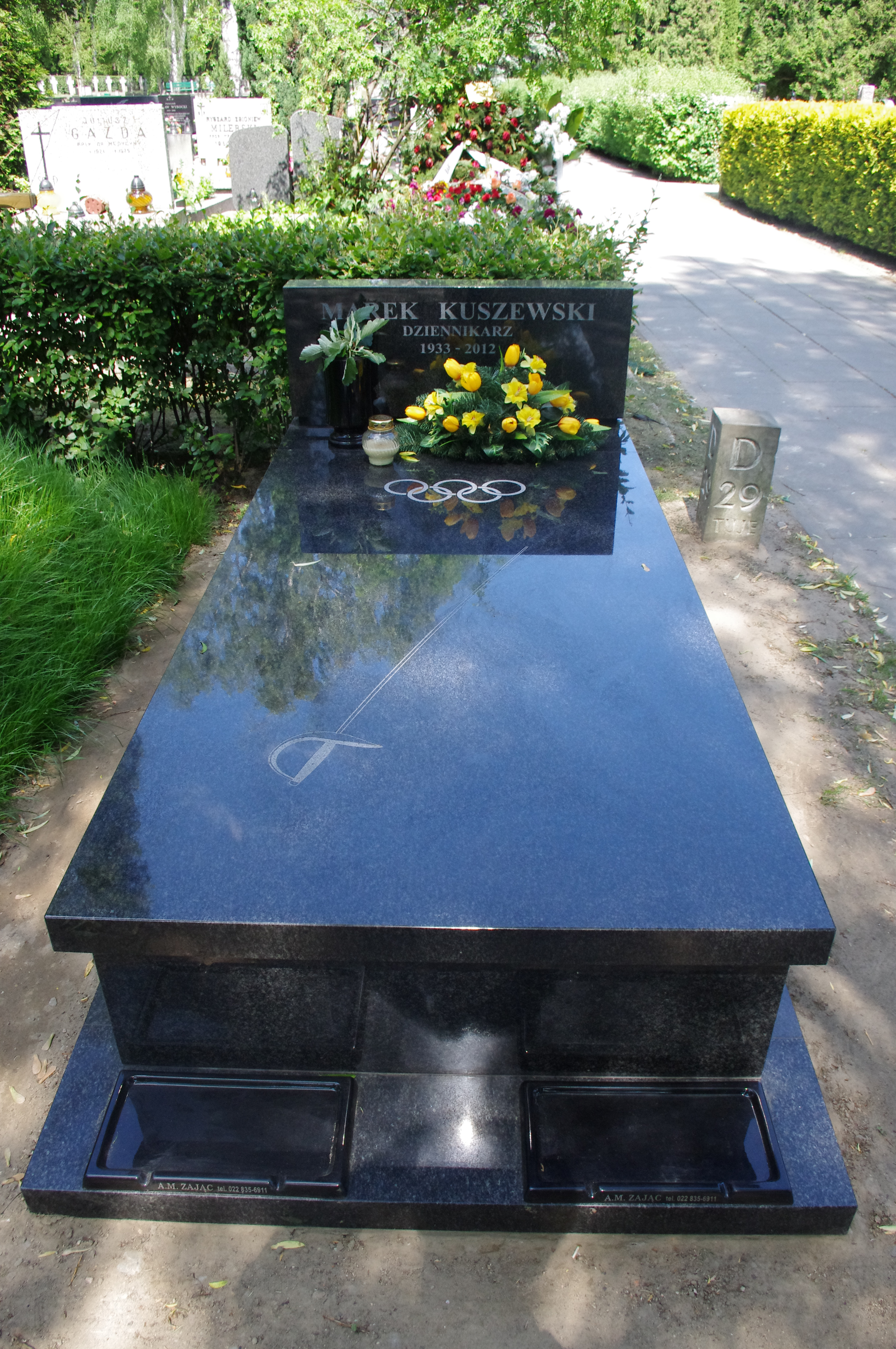
Tomba de Marian Kuszewski.

fou un tirador d'esgrima polonès, especialista en sabre, que va competir durant la dècada de 1950.
El 1956 va prendre part en els Jocs Olímpics d'Estiu de Melbourne, on guanyà la medalla de plata en la prova de sabre per equips del programa d'esgrima. En la prova del sabre individual quedà eliminat en sèries. Quatre anys més tard, als Jocs de Roma, va revalidar la medalla de plata en la prova del sabre per equips.
En el seu palmarès també destaquen tres medalles al Campionat del Món d'esgrima, una de plata i dues de bronze, entre les edicions de 1954 i 1958.